# Epizeuxis calvarialis
Epizeuxis calvarialis är en fjärilsart som beskrevs av Richard William George Dennis och Ignaz Schiffermüller 1775. Epizeuxis calvarialis ingår i släktet Epizeuxis och familjen nattflyn. Inga underarter finns listade i Catalogue of Life.